# 말레이시아 연방도 제3호선
말레이시아 연방도 제3호선(Malaysia Federal Route 3)은 말레이시아의 반도 동쪽 해안을 종단하는 연방도이다. 그러나 이 연방도는 클란탄주 란타우판장에서 출발하여 트렝가누주를 거쳐 조호르주의 조호르바루까지 이어주기도 하며, 총 연장은 739.06 km (459.23 mi)이다. 그래서 이 도로가 1866년 정식으로 개통된 것으로 드러난다. 그 외에도 이 도로가 FT3 고속도로 전체가 이 도로의 일부 구간으로 구성되어 있는 특징을 가지고 있다. 그리고 이 도로가 아시안 하이웨이 18호선의 일부 구간이 이 도로에 포함한 것으로 보인다.

## 같이 보기
- 말레이시아 연방도 제5호선 - 말레이시아 서쪽 해안을 상대하게 되는 도로이기도 하는 말레이시아 연방도 제3호선
- 아시안 하이웨이 18호선 ()
- 말레이시아의 연방 도로(영어판)